# Fabienne Weber
Fabienne Weber (* 23. November 1991) ist eine deutsche Fußballtorfrau.

## Karriere
Weber begann beim TSV Poing in der gleichnamigen Gemeinde im Landkreis Ebersberg mit dem Fußballspielen, ehe sie zur Saison 2011/12 vom FC Bayern München, für deren zweite Mannschaft, verpflichtet wurde. Ihr Debüt in der 2. Bundesliga gab sie am 9. Oktober 2011 (5. Spieltag) beim 1:1-Unentschieden im Auswärtsspiel gegen den Aufsteiger aus der Bayernliga ETSV Würzburg; es folgten neun weitere Ligaspiele in der Staffel Süd, da sie im Wechsel mit Nicole Maurer und Veronika Gratz als dritte Torhüterin zum Einsatz kam. Nach Beendigung der Zweitligasaison am 20. Mai 2012 gehörte sie erstmals auch dem Profikader an, als sie am 28. Mai 2012 (22. Spieltag) den 4:1-Sieg im Heimspiel gegen den Hamburger SV von der Bank aus miterlebte. In der Folgesaison bestritt sie abermals zehn, in der Saison 2013/14 16 und in der Saison 2014/15 acht Zweitligaspiele, da mit Katja Schroffenegger, Manuela Zinsberger und Franziska Kutzner weitere Torhüterinnen zum Einsatz gelangten. Zur Saison 2015/16 gehört sie als dritte Torhüterin – nach dem Weggang von Katja Schroffenegger zu Bayer 04 Leverkusen – dem Profikader an. Vor dem letzten Saisonspiel am 16. Mai 2016, beim 1:1-Unentschieden im Heimspiel gegen die TSG 1899 Hoffenheim, wurde sie gemeinsam mit Eunice Beckmann, Laura Feiersinger, Jenny Gaugigl, Raffaella Manieri und Ricarda Walkling vom Verein verabschiedet. Im August 2016 unterschrieb sie beim SV Jungingen, wo sie ebenfalls für die SGM Blautal/Jungingen II spielberechtigt ist.

## Erfolge
- Deutscher Meister 2016
- Zweiter der Südmeisterschaft 2014